# 24 hodin (seriál)
24 hodin (v anglickém originále 24) je akční televizní seriál americké televize Fox. Hlavní roli agenta Jacka Bauera ztvárnil herec Kiefer Sutherland.
Seriál 24 hodin je produkován pro televizní síť Fox a je vysílán celosvětově. Seriál je presentován v reálném čase, kdy každých 24 epizod ukazuje 24 hodin v životě Jacka Bauera. Poprvé byl seriál vysílán 6. listopadu 2001 a dosáhl celkem 204 dílů v devíti řadách. Poslední epizoda byla odvysílána 14. července 2014. Vznikl také televizní film 24 hodin: Vykoupení, který byl vysílán v přestávce mezi šestou a sedmou sérií. Poslední devátá řada nese podtitul Dnes neumírej.
Bauer je jediná postava která se objeví ve všech osmi sezónách a samozřejmě účinkuje v každé epizodě. První série začíná když pracuje pro CTU (Counter Terrorist Unit; česky PTO – Protiteroristická oddělení) která sídlí v Los Angeles a Jack Bauer je charakterizován jako velice schopný agent, ovšem bez ohledu na morálku jeho akcí. Po celou dobu série se děj rozvine na politický thriller. Typická zápletka spočívá v tom, že Jack Bauer závodí s časem když se snaží zmařit několik teroristických útoku, včetně útoku na prezidenta a dalších jaderných, biologických, chemických hrozeb, kybernetických hrozeb a spiknutí.
Seriál získal několik cen, včetně Nejlepšího dramatického seriálu v roce 2003 na cenách Zlatý glóbus a v roce 2006 také Cenu Emmy za nejlepší dramatický seriál. Kiefer Sutherland získal v roce 2001 cenu Nejlepší herec v hlavní roli dramatického seriálu na cenách Zlatého glóbu a v roce 2006 byl ověnčen cenou Emmy v kategorii "nejlepší herec v hlavní roli". 24 hodin se stal nejdelším špionážně laděným seriálem; překonal oba seriály Mission Impossible a seriál The Avengers.

## Děj
Každá řada seriálu zobrazuje události z jednoho dne v životě federálního agenta Jacka Bauera (Kiefer Sutherland), který se snaží zabránit teroristickým útokům. Příběh sleduje také Jackovy kolegy v CTU Los Angeles, stejně jako akce teroristů, jeho rodinu nebo prezidenta.

### 1. řada
První série seriálu se odehrává v den kalifornských prezidentských primárek. Teroristé se snaží zabít prvního černošského kandidáta na prezidenta v dějinách USA senátora Davida Palmera. Chtějí k tomu zneužít agenta CTU (protiteroristického oddělení) Jacka Bauera, kterému unesou rodinu. Atentát chce provést rodina Victora Drazena, který viní Davida Palmera a Jacka Bauera za smrt své rodiny. Atentátu se povede zabránit, ale Jack tragicky přichází o svou ženu Teri, kterou zabije Jackova blízká spolupracovnice a zrádce v řadách CTU Nina Myers.

### 2. řada
Druhá série se odehrává 18 měsíců po první sérii. Islámští teroristé se snaží odpálit jadernou bombu uprostřed Los Angeles. Jack Bauer a Kate Warner (sestra jedné z členek teroristické buňky) tomuto zabrání. Zbytek série se zabývá snahou USA provést odvetu na tři země Středního východu, protože byl nalezen důkaz o jejich zapojení v pokusu o teroristický čin. Nahrávka byla ale padělána skupinou obchodníků, kteří by z války profitovali.

### 3. řada
Třetí série se odehrává tři roky po druhé. Bývalý agent Stephen Saunders se snaží vydírat Spojené státy hrozbou vypuštění viru Cordilla, pokud nesplní jeho podmínky. CTU se ho snaží dopadnout. V průběhu série se Jack znovu setkává s Ninou Myers a bezvládně ležící na zemi ji zabije. Jack Bauer a jeho nový kolega Chase Edmunds nakonec zabrání provedení Stephenových plánů, ale v závěru seriálu je Jack nucen useknout Chasovi ruku, protože mu na ni jeden z teroristů dokázal připevnit nádobu s virem. Chase je přítelem Jackovy dcery Kim a celá série končí pohledem na Jacka, který pláče v autě.

### 4. řada
Čtvrtá série se odehrává patnáct měsíců po předešlé. Islámští teroristé pod vedením Habiba Marwana tentokrát provádějí mnoho útoků po celém USA. Povede se jim unést ministra obrany Jamese Hellera, ale jeho popravě živě na internetu Jack a CTU zabrání. Teroristé dále získají kontrolu nad jadernými elektrárnami, sestřelí Air Force One a tím zneškodní prezidenta ap. Jack Bauer je v rámci akce mnohokrát donucen překračovat předpisy, a proto je na konci série nucen předstírat vlastní smrt, aby unikl následkům nejen z USA, ale také z Číny, protože v rámci jedné akce je nucen přepadnout čínskou ambasádu. Tímto tak pro něj končí jeho dosavadní život i jeho nový vztah s Audrey Hellerovou, dcerou ministra obrany.

### 5. řada
Pátá série začíná osmnáct měsíců po sérii předešlé. Začíná sérií šokujících atentátů. V průběhu několika prvních minut zemře několik hlavních postav včetně Davida Palmera. Jack pracuje jako příležitostný dělník. Je otřesen událostmi a vydává se do další akce. V závěru seriálu se dozvíme, že prezident USA Charles Logan je zapleten do teroristických akcí s cílem ospravedlnit přítomnost vojsk ve Střední Asii a zajistit dostatečný přísun ropy. Na konci série je sice prezident usvědčen, ale díky tomu, že Jack vystoupil ze svého krytí, ho najdou Číňané a unášejí ho.

### 6. řada
USA trpí vlnou sebevražedných útoků. Teroristé požadují Jacka Bauera, aby se mu vůdce teroristů Abu Fayed mohl pomstít. Jack je přivezen z Číny a vydán teroristům. Ale ani pak teroristé své akce neukončí. Jack uniká a spolu s CTU se snaží dalším útokům předejít. Slavným momentem v této sérii se stal jaderný výbuch ve čtvrtém díle, kterému CTU nedokáže zabránit. Fayed je nakonec zneškodněn.

### 24 hodin: Vykoupení
24 hodin: Vykoupení (24: Redemption) není klasická řada seriálu, ale televizní film, který zachycuje Jacka Bauera přibližně rok po událostech šesté série. Jack se nachází v Africe, kde hledá smysl života. Je účasten vojenského převratu v zemi, kdy se k vládě dostává generál Juma. Jack je navíc na konci filmu chycen americkými úřady, aby se zpovídal ze svých zločinů. (Jack v předešlých sériích často porušoval předpisy, ale kvůli událostem nebyl čas řešit právní důsledky). V průběhu filmu zároveň sledujeme nástup nové prezidentky USA Allison Taylorové. V jejím okolí se ale chystá spiknutí.

### 7. řada
Tato série se odehrává jeden rok po událostech znázorněných ve filmu 24 hodin: Vykoupení. Jack je souzen za své zločiny proti lidskosti, které Jack nepopírá, ale obhajuje v zájmu zastavení teroristických úkolů. V průběhu série se objeví několik hlavních záporáků. Mezi nejhlavnější patří generál Juma, Jonas Hodges (který chce svoji společnost elitních vojáků více zapojit do politiky USA, ale protože toto prezidentka odmítá, vyhrožuje vypuštěním smrtícího viru) a v závěru série Jackův blízký přítel Tony Almeida. Tony Almeida byl nejdříve řadový agent, šéf CTU, v průběhu třetí série ale nadřadil život své ženy nad zájmy USA, a proto byl z této funkce sesazen a obviněn z velezrady. V průběhu páté série mu teroristé zabili ženu, se kterou obnovil vztah, a v sedmé sérii se Tony pokouší najít a zabít hlavní strůjce vraždy své ženy. V rámci toho ale dělá protiprávní činy a je Jackem zastaven.

### 8. řada
Osmá série se zabývá podpisem mírové smlouvy a teroristy, kteří se snaží zničit tento mírový akt.

### 9. řada
V květnu 2013 bylo oznámeno, že se seriál vrátí s devátou řadou, která má podtitul Dnes neumírej (Live Another Day). Nová série má 12 epizod, časový formát byl dodržen. Na konferenci TAC pak stanice FOX dne 1. srpna 2013 oznámila, že k týmu se připojí představitelka Chloe Mary Lynn Rajskub a děj začne několik let po událostech z 8. řady. Kromě dalších posil (Kim Raver, William Devane) se v roli agentky CIA objevila také herečka Yvonne Strahowski.

## Hlavní postavy
| Herec                      | Postava          | Počet epizod | Hlavní účast v sezónách   | Účast v ostatních sezonách |
| -------------------------- | ---------------- | ------------ | ------------------------- | -------------------------- |
| Kiefer Sutherland          | Jack Bauer       | 192          | 1, 2, 3, 4, 5, 6, 7, 8, 9 | N/A                        |
| Leslie Hope                | Teri Bauer       | 24           | 1                         | N/A                        |
| Sarah Clarke               | Nina Myers       | 36           | 1                         | 2, 3                       |
| Elisha Cuthbert            | Kim Bauer        | 79           | 1, 2, 3                   | 5, 7, 8                    |
| Dennis Haysbert            | David Palmer     | 79           | 1, 2, 3                   | 4, 5                       |
| Sarah Wynter               | Kate Warner      | 25           | 2                         | 3                          |
| Xander Berkeley            | George Mason     | 27           | 2                         | 1                          |
| Penny Johnsonová Jeraldová | Sherry Palmer    | 45           | 2                         | 1, 3                       |
| Carlos Bernard             | Tony Almeida     | 115          | 1, 2, 3, 5, 7             | 4                          |
| Reiko Aylesworth           | Michelle Dessler | 62           | 3                         | 2, 4, 5                    |
| James Badge Dale           | Chase Edmunds    | 24           | 3                         | N/A                        |
| Kim Raver                  | Audrey Raines    | 52           | 4, 5, 9                   | 6                          |
| Alberta Watson             | Erin Driscoll    | 12           | 4                         | N/A                        |
| Lana Parrilla**            | Sarah Gavin      | 12           | 4                         | 4                          |
| Roger Cross**              | Curtis Manning   | 44           | 4, 5                      | 4, 6                       |
| William Devane             | James Heller     | 20           | 4                         | 5, 6                       |
| Mary Lynn Rajskub          | Chloe O'Brian    | 125          | 5, 6, 7, 8, 9             | 3, 4                       |
| Gregory Itzin              | Charles Logan    | 44           | 5, 8                      | 4, 6                       |
| James Morrison             | Bill Buchanan    | 64           | 5, 6, 7                   | 4                          |
| Louis Lombardi             | Edgar Stiles     | 37           | 5                         | 4                          |
| Jean Smart                 | Martha Logan     | 24           | 5                         | 6                          |
| D. B. Woodside             | Wayne Palmer     | 48           | 6                         | 3, 5                       |
| Peter MacNicol             | Tom Lennox       | 24           | 6                         | N/A                        |
| Jayne Atkinson             | Karen Hayes      | 30           | 6                         | 5                          |
| Carlo Rota                 | Morris O'Brian   | 29           | 6                         | 5, 7                       |
| Eric Balfour               | Milo Pressman    | 28           | 6                         | 1                          |
| Marisol Nichols            | Nadia Yassir     | 24           | 6                         | N/A                        |
| Regina Kingová             | Sandra Palmer    | 9            | 6                         | N/A                        |
| Cherry Jones               | Allison Taylor   | 43           | 7, 8                      | N/A                        |
| Annie Wersching            | Renee Walker     | 37           | 7, 8                      | N/A                        |
| Colm Feore                 | Henry Taylor     | 12           | 7                         | N/A                        |
| Bob Gunton                 | Ethan Kanin      | 31           | 7                         | 6, 8                       |
| Jeffrey Nordling           | Larry Moss       | 19           | 7                         | N/A                        |
| Rhys Coiro                 | Sean Hillinger   | 10           | 7                         | N/A                        |
| Janeane Garofalo           | Janis Gold       | 21           | 7                         | N/A                        |
| Anil Kapoor                | Omar Hassan      | 15           | 8                         | N/A                        |
| Mykelti Williamson         | Brian Hastings   | 17           | 8                         | N/A                        |
| Katee Sackhoff             | Dana Walsh       | 20           | 8                         | N/A                        |
| Chris Diamantopoulos       | Rob Weiss        | 12           | 8                         | N/A                        |
| John Boyd                  | Arlo Glass       | 24           | 8                         | N/A                        |
| Freddie Prinze, Jr.        | Cole Ortiz       | 24           | 8                         | N/A                        |
| Jude Ciccolella            | Mike Novick      | xxx          | N/A                       | 1, 2, 4, 5                 |

## Vysílání
| Řada | Díly  | Premiéra v USA     | Premiéra v USA     | Premiéra v ČR     | Premiéra v ČR      |
| Řada | Díly  | První díl          | Poslední díl       | První díl         | Poslední díl       |
| ---- | ----- | ------------------ | ------------------ | ----------------- | ------------------ |
| 1    | 24    | 6. listopadu 2001  | 21. května 2002    | 10. února 2004    | 29. dubna 2004     |
| 2    | 24    | 29. října 2002     | 20. května 2003    | 6. září 2004      | 30. ledna 2005     |
| 3    | 24    | 28. října 2003     | 25. května 2004    | 3. dubna 2005     | 4. září 2005       |
| 4    | 24    | 9. ledna 2005      | 23. května 2005    | 6. července 2008  | 9. listopadu 2008  |
| 5    | 24    | 15. ledna 2006     | 22. května 2006    | 22. května 2009   | 7. srpna 2009      |
| 6    | 24    | 14. ledna 2007     | 21. května 2007    | 1. února 2012†    | 27. března 2012†   |
| 7    | 1 (2) | 23. listopadu 2008 | 23. listopadu 2008 | 15. července 2012 | 15. července 2012  |
| 7    | 24    | 11. ledna 2009     | 18. května 2009    | 22. července 2012 | 28. října 2012     |
| 8    | 24    | 17. ledna 2010     | 24. května 2010    | 8. října 2013     | 13. listopadu 2013 |
| 9    | 12    | 5. května 2014     | 14. července 2014  | 19. června 2015   | 24. července 2015  |

## DVD vydání
| Sezóna | Region 1 Datum vydání                              | Region 2 Datum vydání | Region 4 Datum vydání | Epizody | Počet disků | Bonusy |
| ------ | -------------------------------------------------- | --------------------- | --------------------- | ------- | ----------- | --- |
| 1      | 17. srpen, 2002 20. květen, 2008 (Speciální edice) | 14. říjen, 2002       | Prosinec 2002         | 24      | 6           | Představení první sezóny Kieferem Sutherlandem a představení sezóny druhé; alternativní závěr první sezóny s audio komentářem Joela Surnowa. Speciální edice: Dva audio komentáře; 25 vystřižených scén; pět prodloužených epizod; "The Genesis of 24" dokument; The Rookie (online krátké filmy). |
| 2      | 9. září, 2003                                      | 11. srpna, 2003       | Září 2003             | 24      | 7           | Šest audio komentářů; 44 vystřižených scén (s doporučeným komentářem); "24 Exposed" featuretta; "On the Button: Exploding the CTU" featuretta; Pohled na scény z několika uhlů. |
| 3      | 7. prosinec, 2004                                  | 9. srpen, 2004        | Září 2004             | 24      | 7           | Šest audio komentářů; 45 vystřížených scén (s doporučeným komentářem); Promo 4.sezóny; Prequel 4.sezóny; "24: On the Loose" featuretta; "Boys and Their Toys" featuretta; "Biothreat: Beyond the Series" featuretta; Pohled na scény z několika uhlů. |
| 4      | 6. prosinec, 2005                                  | 8. srpen, 2005        | Listopad 2005         | 24      | 7           | 12 audio komentářů; 39 vystřižených scén (s doporučeným komentářem); Prequel 4.sezóny (Režisérský sestřih); Prequel 5.sezóny; Making a Scene: Making of Season 5 Prequel; "Breaking Ground: Building the New CTU" featuretta; "Blood on the Tracks" featuretta; "Lock and Load" feattureta; 24: Conspiracy mobilní mobizody; The Longest Day hudební video; 24: The Game: Behind the Scenes.                                                  |
| 5      | 5. prosinec, 2006                                  | 6. listopad, 2006     | 6. prosinec, 2006     | 24      | 7           | 12 audio komentářů; 23 vystřižených scén (s komentářem); Prequel 6.sezóny; "Supporting Players" featuretta; "Unsung Heroes: 24 Camera Department" featuretta; "Music by Sean Callery" featuretta; "Logan's Retreat" featuretta; 24 překročil 100 dílů; 24: Behind the Scenes – vzorek knihy. |
| 6      | 4. prosinec, 2007                                  | 1. říjen, 2007        | 19. srpen, 2007       | 24      | 7           | 12 audio komentářů; 22 vystřižených scén (s komentářem); Ukázka 7.sezóny; "Master Illusionist: 24's Special Effects" featuretta; "24 Season 6: Inside the Writers' Room" featuretta; "24 Season 6: Opening with a Bang" featuretta; "The Technology of 24" featuretta; Zápasy účinkujících; Den 6 Debriefing mobisody; Veřejné prohlášení Kiefera Sutherlanda; Vystřižená cameo role Rickyho Gervaise; Easter Egg: Jack Bauer v Simpsonových. |
| 7      | 19. květen, 2009                                   | 19. říjen, 2009       | 11. listopad, 2009    | 24      | 6           | 12 audio komentářů; 14 vystřižených scén (s komentářem); The Fimucité Festival Presents: The Music of 24; "Hour 19: The Ambush" featuretta; "24-7: The Untold Story" featuretta; 24 v 24 dokumentu (pouze Region 2); 21 Scenemaker webisodes (pouze Region 2). |
| 8      | 7. prosinec, 2010                                  | 30. říjen, 2010       | TBA                   | 24      | 6           | |